# Vinzenz Oskar Ludwig
Vinzenz Oskar Ludwig (* 18. Juni 1875 in Nieder-Hillersdorf, Österreichisch-Schlesien; † 22. Jänner 1959 in Langenzersdorf) war ein Klosterneuburger Augustiner-Chorherr, Gymnasialprofessor, Stiftsbibliothekar, Priester, Historiker, Schriftsteller und Dichter.

## Leben
Ludwig absolvierte das Gymnasium in Olmütz und trat anschließend 1894 in das Augustiner-Chorherrenstift Klosterneuburg ein.
1901 wurde er zum Dozent für Kirchengeschichte und Patristik der Philosophisch-Theologischen Hauslehranstalt Klosterneuburg ernannt.
Ab 1929 war er Stadtpfarrer von Korneuburg. Weil er vom 7. Februar bis zum 24. September 1938 446 Juden taufte und ihnen durch ein Konvertieren Rettung ermöglichte, da diese Ausreisepapiere erlangen konnten, wurde er von der Gestapo verhaftet und seines Postens enthoben. Nach der Enthaftung wurde er Rektor der Kirche am Leopoldsberg.
Er war seit 1928 Mitglied der Katholisch Deutschen Burschenschaft (KDB) Rheno-Danubia zu Wien im RKDB (seit 1965 CAB Rheno-Danubia zu Wien im RKAB).
Ludwig schrieb zahlreiche historische Abhandlungen. In seinem Buch „Der Leopoldsberg: Landschaft, Geschichte, Legende, Kunst u. Literatur“, Volksliturg. Verlag 1939, kommt er zu der Auffassung, dass Marco d’Aviano die berühmte Messe vom 12. September 1683 vor der Schlacht am Kahlenberg auf dem Leopoldsberg gelesen habe und nicht auf dem Kahlenberg.

Grabstätte von Vinzenz Oskar Ludwig auf dem Langenzersdorfer Friedhof

Begraben ist Ludwig in Langenzersdorf, wo er auch seinen Lebensabend verbrachte.

## Ehrungen
- Ludwig wurde mit dem Großen Goldenen Ehrenzeichen für Verdienste um die Republik Österreich ausgezeichnet.[3]
- An der Westseite der Burgmauer am Leopoldsberg ist eine Erinnerungstafel an Markgraf Leopold mit einem Text von Ludwig angebracht.